# Mamma mia dammi cento lire
Mamma mia dammi cento lire è un canto popolare italiano di fine XIX secolo di attribuzione anonima e origine piemontese.

## Descrizione
Si tratta di uno dei più noti canti popolari sul tema dell'emigrazione, a propria volta adattamento di un'antica ballata nota come La maledizione della madre, in cui una fanciulla, contro il parere di sua madre, sposa il re di Francia in cui sua madre vedeva il diavolo: la giovane sposa perde la vita attraversando a cavallo un corso d'acqua (in un'altra versione termina all'inferno).
Nella seconda metà dell'Ottocento, con le prime spinte migratorie, Mamma mia dammi cento lire narrava il nuovo orizzonte di speranza, l'America («Mamma mia, dammi cento lire che in America voglio andar)», contrapposto tuttavia al disaccordo della madre nel vedere la figlia emigrare («Cento lire io te le do, ma in America no, no, no!»), riluttanza superata dalla persuasione operata dai suoi figli che la convincono a dare il permesso alla giovane di emigrare.
Nel mezzo del viaggio transatlantico, il bastimento su cui si era imbarcata affonda e verrà divorata dai pesci.
Nel finale c'è una morale: i fratelli hanno ingannato la protagonista e la verità stava nelle parole della madre.
Erroneamente ritenuta un canto sull'emigrazione verso gli Stati Uniti, in realtà Mamma mia dammi cento lire si riferiva all'esodo dei contadini verso l'America meridionale, in particolare in Argentina.

## Cultura di massa
Il refrain è ripreso nel brano Nuova Emigrazione dell'album Frammenti di Pierangelo Bertoli.
Alcuni versi della canzone figurano nel brano …e semm partii, che compare nell'album omonimo del 2001 di Davide Van De Sfroos.